# One (Always Hardcore)
A One (Always Hardcore) a német Scooter együttes 2004-ben megjelent kislemeze, a harmadik kislemez a Mind The Gap című albumról. A dal egy feldolgozás, a Neophyte "Always Hardcore" című gabber stílusú számából készült. A kislemezváltozat kismértékben különbözik az albumverziótól, többek között kapott egy plusz dallamot (ezt a Cappella "Move On Baby" című számából kölcsönözték), a refrénben H.P. Baxxter újra felénekelte a saját részét, továbbá lecserélték a kiállást.
A dal népszerű és sikeres lett, a mai napig a koncertműsor kihagyhatatlan része.

## Számok listája
1. One (Always Hardcore) (Radio Edit) (3:49)
2. One (Always Hardcore) (Club Mix) (7:16)
3. One (Always Hardcore) (Extended Mix) (5:28)
4. Circle of Light (4:20)

A kislemezre multimédiás tartalomként felkerült a videoklip is. Kétszámos változatban is kiadták, erre csak a Radio Edit és az Extended kerültek fel.

### Vinyl verzió
- A1: One (Always Hardcore) (Extended)
- B1: One (Always Hardcore) (Club Mix)

Az olasz kiadásra a kislemez mind a négy száma felkerült.

## Más változatok
A 2005-ös "Who's Got The Last Laugh Now" album limitált kiadására a videoklip mobiltelefonokra optimalizált verzióját tették fel.
Felkerült a dal a 2008-as "Live In Berlin" DVD-kiadványra és a 2011-es "The Stadium Techno Inferno"-ra is. Továbbá szerepel a 2006-os "Excess All Areas", a 2010-es "Live In Hamburg", és a 2020-as "I Want You To Stream" koncertkiadványokon.
A Hamburger SV részére 2012-ben elkészítették a refrén szurkolókkal felvett verzióját, a szöveget pedig "Always Hamburg"-ra cserélték.
2017-ben a The Buffalo Bells & Stereo Bullets elkészítette a dal rockverzióját. Ugyancsak 2017-ben Olga Scheps a "100% Scooter" című kiadványon zongorára is átdolgozta azt.

## Videoklip
A videoklip jelentős részét Németország északi-tengeri partvidékén vették fel, ahol a Scooter tagjai láthatóak, valamint H.P. Baxxter, ahogy a homokban vezet egy Jaguart. A közbenső jelenetek az együttes ukrán turnéja során készített koncertfelvételekből állnak.
Létezik egy úgynevezett "Rick J. Jordan Director's Cut" nevű változat, amit rejtett, bónusz tartalomként helyeztek el egyes kiadványokon. Ez nem más, mint egy Rick J. Jordan Sony kézi kamerájával rögzített felvételeivel kiegészített kiadás.

## Közreműködtek
- H.P. Baxxter a.k.a. "MC MC No Diggedy H" (szöveg)
- Rick J. Jordan, Jay Frog (zene)
- Jeroen Streunding (eredeti szerző)
- Jens Thele (menedzser)
- Alexander Röhrs, David Stegemann, Martin Weiland, Solveig Schlüter, Sebastian Bender, Oliver Brusch, Robert Larsz, Kathrin Wiehsalla, Julia Heyes, Gareth Davies, Jan Bonkmann (kórus)
- Marc Schilkowski (borítóterv, borítófotó)
- Mathias Bother (fényképek)
- Tim Tibor, Andreas Bardor (videoklip)

## Egyéb
- Videóklip a YouTube-on
- Rajongói videóklip (Paródia)